# Tetilla
Queijo de tetilla, entre outros
O queijo Tetilla (em galego: queixo Tetilla) ou queijo de tetilla é um queijo de vaca elaborado na Galiza cujas características, ingredientes e produção estão regulamentadas por Denominação de Origem própria. Deve o seu nome à forma de seio feminino.

## Zona de produção
A zona de produção de leite para a elaboração de queijo Tetilla compreende todo o território da Galiza. Dentro deste território, os elaboradores "Queijo Tetilha" utilizarão sempre leite procedente das raças Frisona, Pardo Alpina e Rubia galega, alimentadas segundo práticas tradicionais.
Todo o leite empregado na elaboração procede exclusivamente de explorações  estabelecidas na zona de produção e controladas pelo Conselho Regulador da Denominação de Origem Queixo Tetilla.

## Características
Ao arremate da sua maturação o queijo Tetilha apresentará as seguintes características básicas:
- Forma: cônica, côncava-convexa.
- Peso: 0,5 a 1,5 kg.
- Dimensões: a altura será superior à rádio da base e inferior ao diâmetro.
  - Máximo:
    - 150 mm de altura.
    - 150 mm de diâmetro base.

  - Mínimo:
    - 90 mm de altura.
    - 90 mm de diâmetro base.